# Joaquim Pla i Janini
Joaquim Pla i Janini   (Tarragona, 23 de març de 1879 - Barcelona, 11 de febrer de 1970) fou un fotògraf català.
Encara que es llicencià i doctorà en medicina (1903) i que exercí com a metge, es jubilà prematurament el 1931 per dedicar-se plenament a la fotografia. Era una afició que havia iniciat ja el 1898, poc després del trasllat de la seva família a Barcelona.
Se'l considera un dels màxims representants del pictorialisme a Catalunya. La seva obra tracta diferents temàtiques com la religió, la família, el costumisme i les natures mortes. Va publicar a revistes com El Progreso Fotográfico, Lux o Art de la Llum i va participar en nombrosos salons nacionals i internacionals, obtenint-ne diversos reconeixements. Es poden veure fotografies seves al Museu Nacional d'Art de Catalunya i al Museu Marítim de Barcelona.

## Obra

### El pictorialisme
El pictorialisme, nascut en l'àmbit anglosaxó cap a la dècada de 1860 (i batejat gràcies sobretot a l'assaig “Pictorial Effect in Photography” de H.P. Robinson de 1869) buscava, ja als inicis de la fotografia, reivindicar-ne el valor artístic, per tal de contestar l'acusació de ser una mera reproductora de la realitat. Pla Janini s'adherí plenament als seus principis, fins i tot quan ja resultaven una mica antiquats. Precisament va ser com a impuls al que s'ha anomenat segona generació pictorialista en la fotografia catalana, que Pla Janini va fundar l'any 1923, juntament amb Josep Demestres, Salvador Lluch i Claudi Carbonell, l'Agrupació Fotogràfica de Catalunya, de la qual fou president entre 1927 i 1930. Aquesta fidelitat a un moviment lligat als orígens de la fotografia i la preeminència institucional aconseguida gràcies a l'Agrupació, així com la qualitat de la seva obra, van portar que la posició de Pla Janini anés prenent rellevància en el món fotogràfic català, fins al punt, que el 1934, la revista Art de la Llum li va dedicar un número monogràfic. Actualment, de fet, se'l considera “una espècie de pare de la fotografia catalana del segle XX”.
La relació de Pla Janini amb el pictorialisme va ser estreta. La primera via que el pictorialisme va explorar per aconseguir el seu objectiu va ser produir obres amb una estètica semblant a la pintura, considerada la seva tècnica artística germana. Aquesta identificació entre fotografia i pintura per part del pictorialisme es va plasmar de forma més completa amb el simbolisme i de fet, la presència de motius simbolistes va perviure en molt més temps en la fotografia. És el cas d'una de les obres més conegudes de Pla Janini, Les Parques (Museu Nacional d'Art de Catalunya), executada en una data tan allunyada de l'esclat del simbolisme pictòric com ara 1930.
Una segona via que va seguir el pictorialisme per tal de reivindicar el valor artístic de la fotografia va ser la recerca de temàtiques allunyades de la realitat immediata, especialment les d'àmbit paisatgístic o rural (de vegades fins i tot amb una intenció documental), tractades amb efectes òptics semblants als de la pintura. Pla Janini també va fer contribucions importants en aquest aspecte, amb obres com Tarda Daurada (s.d., Museu Nacional d'Art de Catalunya), que no deixen de tenir connexions amb l'obres del realisme pictòric català

### Bromoli
D'altra banda, Pla Janini és actualment valorat pel seu ús de les tècniques de manipulació de la fotografia, en concret la del bromoli transportat. També en aquest aspecte es movia dins dels propòsits del pictorialisme, un corrent que veia en aquesta tècnica una intervenció artística del fotògraf en la fotografia. L'obra més remarcable de Pla Janini en aquest aspecte és Les mosses d'Eivissa, de 1936 (col·lecció Joan Fontcuberta), un bromoli transportat acolorit a mà

### Crítica
Pel que fa a la fortuna crítica actual de l'obra de Pla Janini, hi ha la voluntat de recuperar la seva figura, revelant que existeix una obra de Pla Janini més enllà del pictorialisme i, també, aprofundint en la rellevància social de la seva adscripció al pictorialisme.
En el primer aspecte, s'ha destacat el seu intent frustrat de donar un gir a la modernitat, així com la seva sèrie de paisatges. Cal citar en aquest sentit un grup de bodegons (Bodegó, s.d., Museu Nacional d'Art de Catalunya) en què Pla Janini investiga aspectes gràfics de la fotografia, amb uns resultats que d'alguna manera l'acosten a les avantguardes del moment. Igualment, de la seva última època, destaca la seva sèrie de retrats d'arbres on, gràcies a un domini tècnic extraordinari, aconsegueix definir un estil que sintetitza la seva obra anterior i que només es pot considerar com a plenament propi (Escoltaren a Chopin, 1961, Museu Nacional d'Art de Catalunya).
En el segon aspecte, cal remarcar la tesi de Pere Formiguera sobre la pervivència i l'èxit de l'obra de Pla Janini als anys immediats a la postguerra, que l'autor entén deguda al fet que Pla Janini era una opció aleshores conservadora i, per tant, ben adaptada a les primeres dècades del règim imperant. El mateix Pla Janini, d'altra banda, va dedicar les últimes dècades de la seva carrera a defensar un concepte de la fotografia que ja aleshores es considerava tradicionalista.

### Obres destacades
- Pescador de cloïsses, s.d., Museu Nacional d'Art de Catalunya.
- Pastor, s.d., Museu Nacional d'Art de Catalunya.
- Cementiri de Lloret, s. d., Museu Nacional d'Art de Catalunya.
- El jardí de la fàbrica Guarro, s. d., Museu Nacional d'Art de Catalunya.
- Quan mor el dia, s. d., Museu Nacional d'Art de Catalunya.
- Pollancres, Camprodon, s. d., Museu Nacional d'Art de Catalunya.
- Bodegó, s. d., Museu Nacional d'Art de Catalunya.
- Tarda daurada, Camprodon, s.d., Museu Nacional d'Art de Catalunya.
- Les parques, 1930 (tríptic), Museu Nacional d'Art de Catalunya.
- Treball, 1930, Museu Nacional d'Art de Catalunya.
- El caçador, 1933, Museu Nacional d'Art de Catalunya.
- Les mosses d'Eivissa, 1936, Col·lecció Joan Fontcuberta, Barcelona.
- Els àlbers del riu, 1952, Museu Nacional d'Art de Catalunya.
- El degà del jardí, 1957, Museu Nacional d'Art de Catalunya.
- Escoltaren a Chopin, 1961, Museu Nacional d'Art de Catalunya.
- Labor marinera, 1957, Museu Marítim de Barcelona
- Reliquies de la mar, 1948, Museu Marítim de Barcelona
- Pescant amb trident, 1927, Museu Marítim de Barcelona
- El fantasma de la mar, 1954, Museu Marítim de Barcelona
- La processó a la platja, 1957, Museu Marítim de Barcelona

## Fons
El 1997, gràcies a donació de les famílies Pla Guarro i Vives Pla i al dipòsit de Joaquim Pla, fill de Pla Janini, el fons de l'artista va ingressar al Museu Nacional d'Art de Catalunya. Per aquest motiu el seu Gabinet de Fotografia conserva la col·lecció més completa d'obres del fotògraf. Altres fons que han contribuït a la col·lecció del MNAC són el dipòsit de l'Agrupació Fotogràfica de Catalunya (2003), el dipòsit Guillem Martínez (2004) i la donació Gabriela Casals Roig (2009). El Museu Marítim de Barcelona conserva una col·lecció de 34 bromolis de temàtica marinera. La seva obra també es troba en col·leccions particulars.

## Exposicions[calcitació]
- 1929.	Agrupació Fotogràfica de Catalunya.
- 1935. Agrupació Fotogràfica d'Igualada
- 1935. Centre Excursionista de Catalunya. Barcelona
- 1939. Sala Busquets. Barcelona.
- 1941.	Galeries Laietanes. Barcelona.
- 1943.	Galeries Laietanes. Barcelona.
- 1948. I Exposició Nacional fotogràfic-marítima (Museu Marítim Barcelona[12]). Barcelona
- 1953.	Sales Municipals de l'Ajuntament de Camprodon.
- 1957.	Agrupació Fotogràfica de Catalunya. Barcelona.
- 1970.	Palau de la Virreina (col·lectiva). Barcelona.
- 1979.	Galeria Fotomania. Barcelona.
- 1979. Galeria 491. Barcelona.
- 1980. Fundació Joan Miró. Barcelona.
- 1984.	Ideas y Caos: aspectos de las Vanguardia fotográficas en España (col·lectiva). Organitzada per la Dirección General de Bellas Artes y Archivos del Ministerio de Cultura. Itinerant.
- 1986.	Spanish Institute. Nova York.
- 1987.	Finca Osorio. Tenerife.
- 1992.	Temps de silenci: panorama de la fotografia espanyola dels anys 50 i 60 (col·lectiva). Organitzada per la Fundació Caixa Catalunya. Itinerant.
- 1992. Las Fuentes de la memòria II: fotografia y sociedad en España, 1900-1939 (col·lectiva). Organitzada per la Dirección General de Bellas Artes y Archivos del Ministerio de Cultura. Itinerant.
- 1995.	Joaquim Pla Janini. Fundació "La Caixa". Barcelona.
- 1998.	La fotografia pictorialista a Espanya, 1900-1936 (col·lectiva). Fundació La Caixa. Barcelona.
- 2000.	Introducció a la història de la fotografia a Catalunya (col·lectiva). Museu Nacional d'Art de Catalunya. Barcelona.

## Premis i reconeixements[calcitació]
- IV i el V Saló del Japó (1930 i 1931)
- XXV exposició del London Salon (1930)
- British Championship (1931)
- Medalla d'Or a la Internationale Photo-Biennale del F.I.A.P. Salzburg (1952)

## Enllaços de referència
- Joaquim Pla i Janini | Galeria de Metges Catalans